# 司書補
司書補（ししょほ）は、日本の図書館に置かれる専門的職員（専門職）のひとつで、図書館法に基づき公共図書館に置かれる。
図書館法第4条によれば、図書館の専門的事務に従事する専門的職員である司書を助けることを職務とする。

## 概要
司書補となる者は、資格を必要とする。司書補となる資格は図書館法第5条に定められており、高等学校又は中等教育学校を卒業した者、高等専門学校第3学年を修了した者については、司書補の講習を受講して単位を取得すれば司書補となる資格が付与される。また、司書となる資格を有する者も司書補となる資格を有する。なお、3年以上、司書補として勤務した者は司書となる講習を受講することができ、所要の単位を修得すれば司書となる資格が付与される。
図書館法では、司書となる資格を有する者は司書補となる資格をも有し、また司書補として勤務経験を重ねたものは大学又は高等専門学校を卒業しなくても司書となる資格を得ることができるとされているように、司書補は図書館に専門的職員として採用された初任者が就くことを想定された職と考えられる。しかし現在では、自治体が職員採用試験で司書職を募集する場合でも当初から司書となる資格を有することを要求する場合がしばしばあり、また司書補となる資格のみを有する者を求人した場合でも司書となる資格を有する者と同一の採用枠で試験を行うことも珍しくないので、司書補の資格のみでは公立図書館に職を得にくい。
日本が近代図書館を発展させる中で大きな影響を受けた英米では、言葉の上での原義がよく似た職種として Associate Librarian や Library Assistant が存在する。しかし、英米ではこれの職は司書の資格（大学院修士課程相当の学歴を要する）を持たない図書館サービスの従事者を指し、資格に基づく日本の司書補との間に違いがある。